# Haas F1 Team
Ne pas confondre avec Newman/Haas Racing, écurie d'Indycar depuis 2008.
Ne pas confondre avec Team Haas Lola, présente en Formule 1 de 1985 à 1986
Ne pas confondre avec Stewart-Haas Racing, écurie de NASCAR dirigée par le même président que Haas F1 Team.
Haas F1 Team (engagée en compétition en 2023 sous la dénomination commerciale MoneyGram Haas F1 Team) est une écurie automobile américaine, fondée par Gene Haas, propriétaire de Stewart-Haas Racing, présent en NASCAR. L'écurie fait ses débuts en Formule 1 en 2016.
En 2024, l'équipe aligne les pilotes Kevin Magnussen, Nico Hülkenberg et Pietro Fittipaldi officiant comme pilote-essayeur. Pour 2025, Haas change son tandem de pilotes, avec Oliver Bearman et Esteban Ocon et nomme pour la première fois, une femme, Laura Müller, ingénieure de piste de ce dernier. 

## Historique

### 2013-2015: genèse du projet

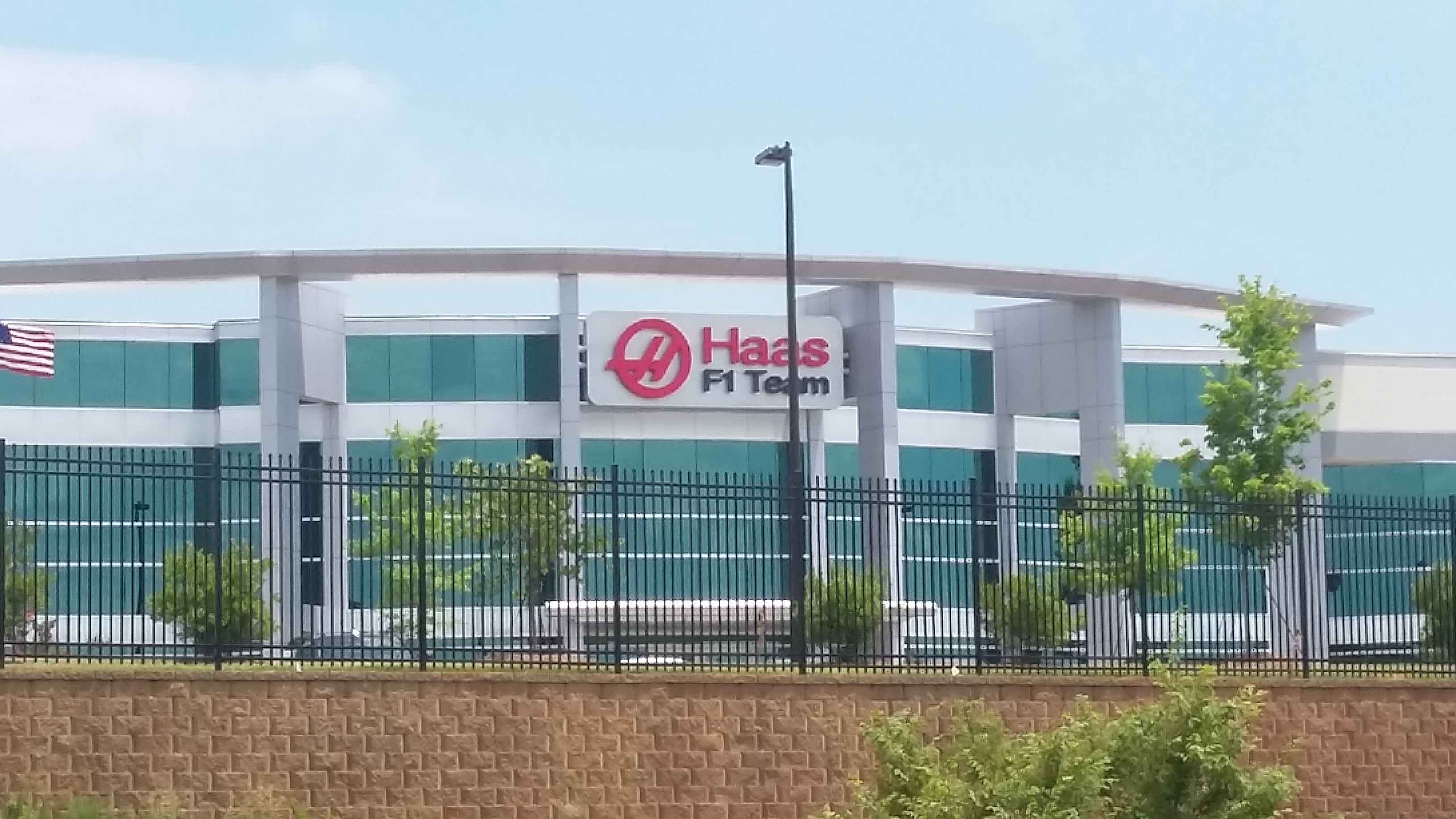
Le siège américain de l'équipe.

En décembre 2013, Haas Racing Developments répond à l'appel d'offres émis par la Fédération internationale de l'automobile pour participer à la saison 2015 de Formule 1 ; un consortium roumain dirigé par Colin Kolles et Stefan GP ont également fait acte de candidature.
En avril 2014, la FIA ne retient que le projet Haas F1 Team. Haas annonce ensuite le report de son engagement à 2016 et hésite sur son implantation en Caroline du Nord ou en Grande-Bretagne,,. Après le rachat des locaux de Marussia F1 Team, Haas s'installe à Banbury, en Angleterre.
L'Italien Günther Steiner, ancien directeur technique de Jaguar Racing et de Red Bull Racing, est nommé team principal (directeur d'équipe) ,. Après divers contacts avec Mercedes Grand Prix, Haas signe avec Ferrari un contrat de fourniture moteur portant sur plusieurs années. Haas déclare ne vouloir annoncer officiellement aucun contrat de pilote avant la fin 2015. En mai 2015, Steiner déclare que Haas « n'est pas pressée concernant le choix de ses pilotes » ; regardant de préférences des pilotes américains, Haas refuse toutefois de prendre un pilote juste pour sa nationalité, car cela irait à l'encontre de son projet. Par la suite, quatre candidats se détachent : le Mexicain Esteban Gutiérrez et le Français Jean-Éric Vergne, tous deux pilotes de réserve chez la Scuderia Ferrari, ainsi que le Danois Kevin Magnussen, pilote de réserve chez McLaren Racing, et le Français Romain Grosjean, seul pilote parmi les quatre à participer à la saison 2015 (chez Lotus F1 Team),.
Le 29 septembre 2015, lors d'une conférence de presse à l'usine de Kannapolis, Haas annonce le recrutement du pilote français Romain Grosjean pour une saison. Le 30 octobre, à l'occasion du Grand Prix du Mexique, Haas annonce la titularisation du Mexicain Esteban Gutiérrez, pilote de réserve de la Scuderia Ferrari en 2015.

### 2016: première saison

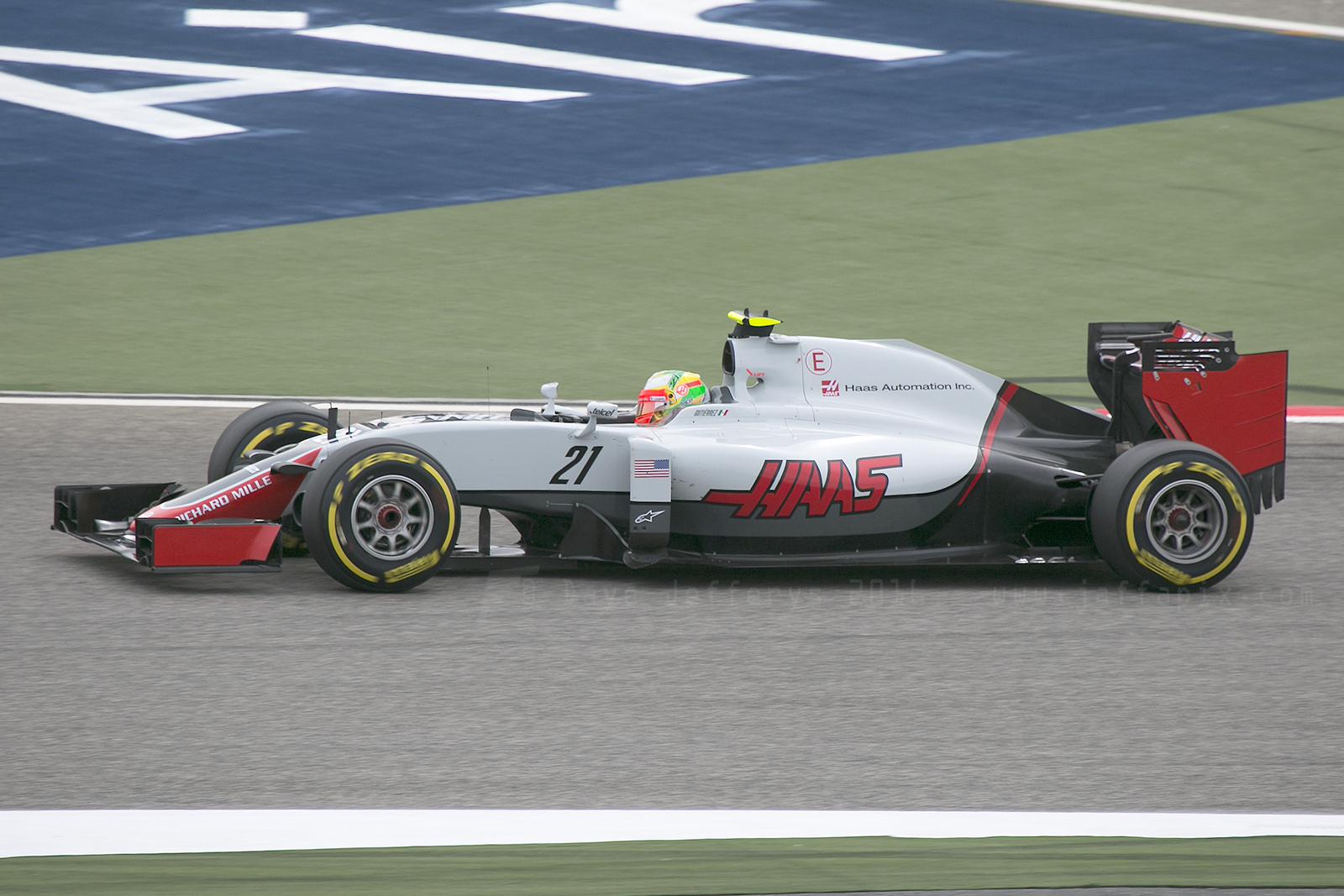
Esteban Gutiérrez, au volant de la Haas VF-16, au Grand Prix de Bahreïn.

La monoplace Haas F1 fait ses premiers tours de roue le 20 février 2016 sur le circuit de Barcelone, Romain Grosjean effectuant un simple tour d'installation pour un clip promotionnel. Le lendemain, la veille des premiers essais officiels, la Haas VF-16 est dévoilée, révélant une livrée grise, noire et rouge.
Haas F1 Team inscrit ses premiers points en Formule 1 pour sa première course grâce à la sixième place de Romain Grosjean, une première depuis Toyota F1 Team pour ses débuts en 2002 mais aussi pour un constructeur américain. La course suivante, à Bahreïn, Romain Grosjean termine cinquième, ce qui reste le meilleur résultat de l'écurie.
Le reste de la saison est plus compliqué pour Grosjean qui accumule de nombreux problèmes de freins sur la VF-16 mais inscrit trois fois des points ; son coéquipier Esteban Gutiérrez connaît une saison beaucoup plus difficile : il ne parvient pas à faire mieux que onzième en course et ne marque aucun point. Haas termine huitième du championnat du monde, avec 29 points.

### 2017: deuxième saison

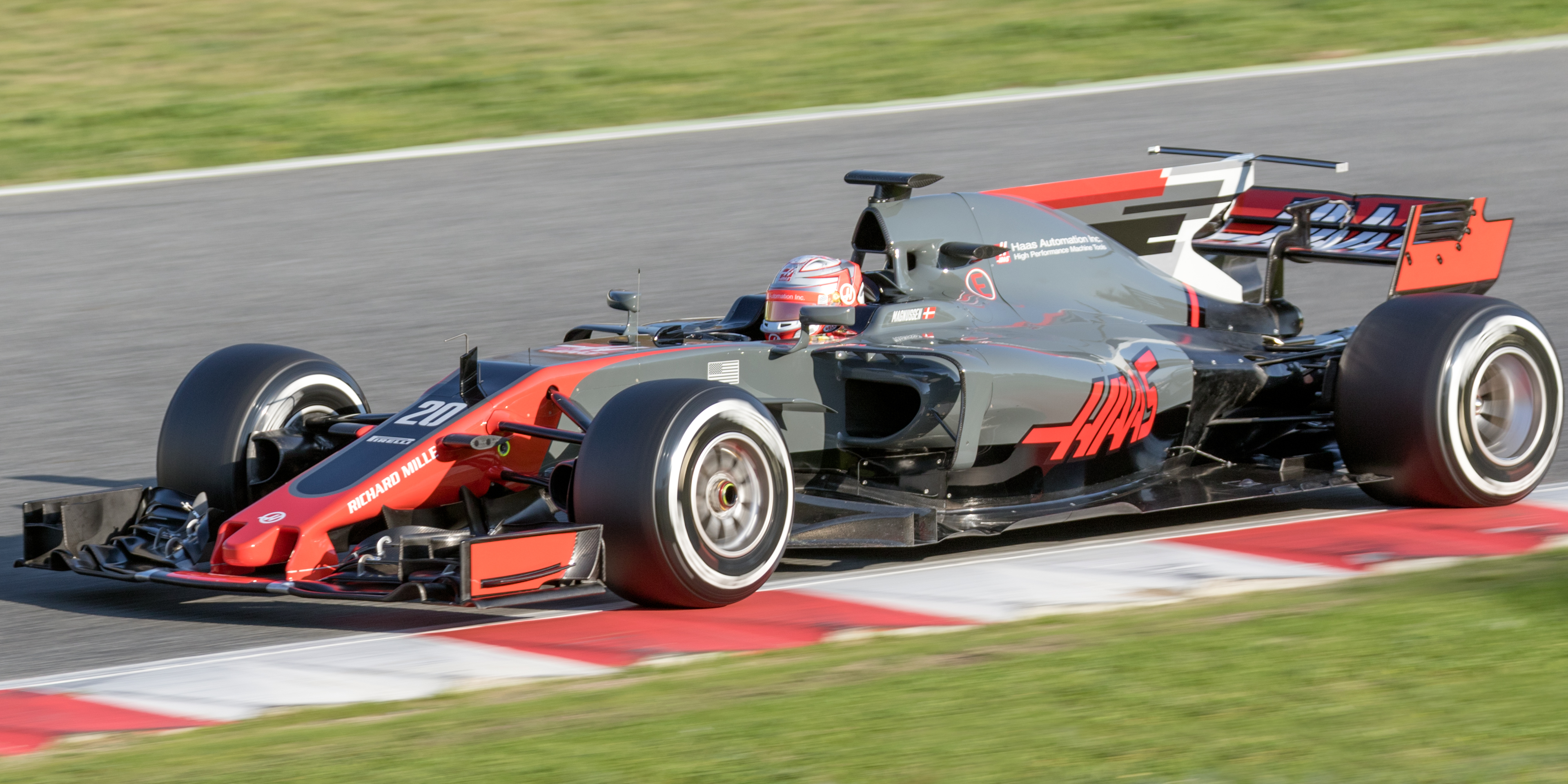
Kevin Magnussen au volant de la VF-17, aux essais de pré-saison.

Après une année compliquée chez Renault Sport F1, Kevin Magnussen est annoncé officiellement, le 11 novembre 2016, chez Haas pour remplacer Esteban Gutiérrez qui n'a pas répondu aux attentes de l'écurie, aux côtés de Romain Grosjean.
Lors de la première course, en Australie, l'écurie réussit sa meilleure qualification depuis sa création avec la sixième place de Romain Grosjean ; des problèmes mécaniques gâchent la performance des deux pilotes qui abandonnent quelques tours plus tard.
Le deuxième weekend de course, en Chine, est nettement meilleur puisque Kevin Magnussen marque ses premiers points pour l'écurie américaine avec une huitième place. Le succès de l'équipe se poursuit au fil des courses avec, comme meilleur résultat, la sixième place de Grosjean en Autriche.
L'écurie américaine, avec 47 points, termine à nouveau huitième du championnat, devant McLaren Racing et Sauber.

### 2018: troisième saison

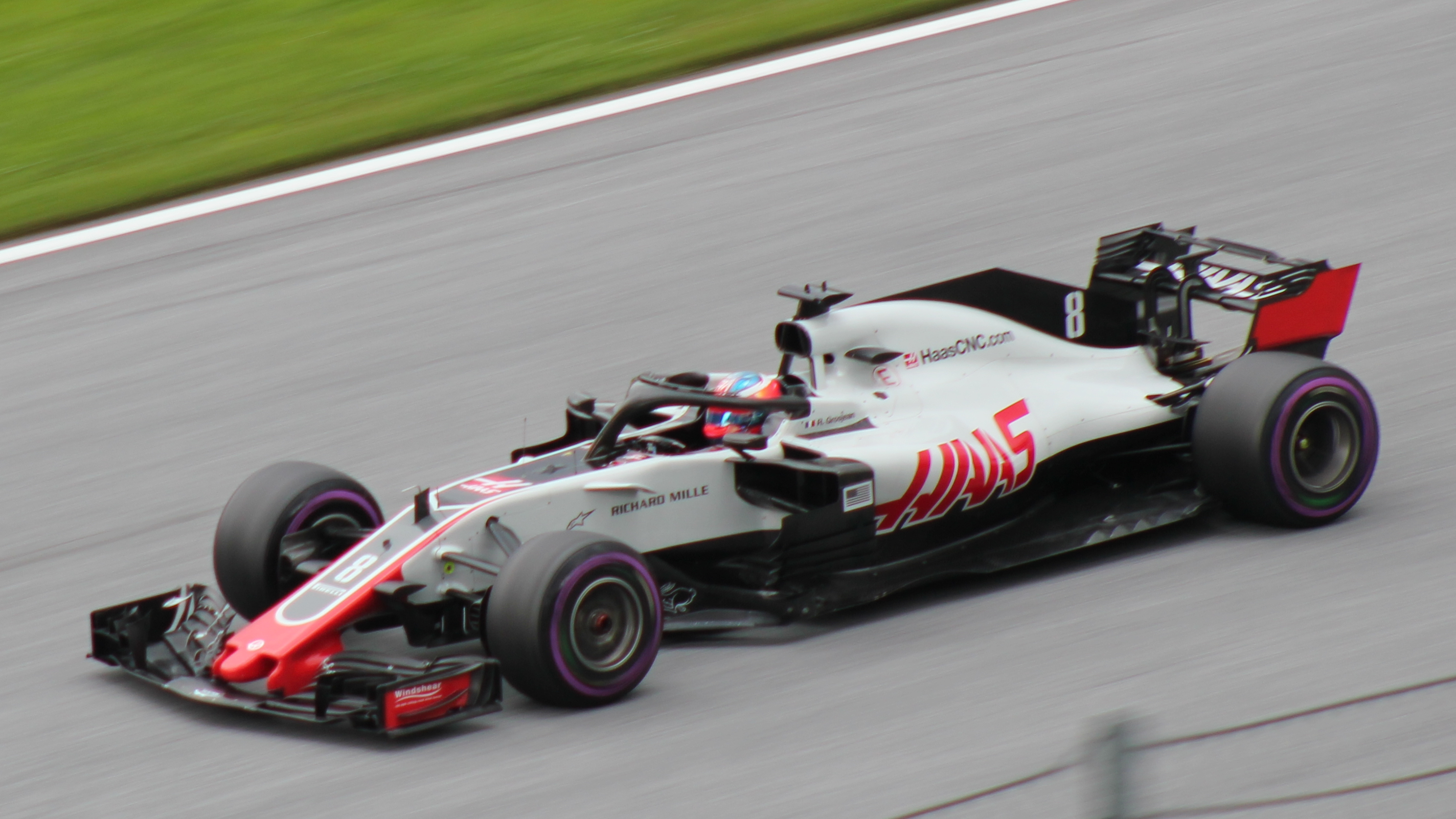
Romain Grosjean, avec la Haas VF-18, au Grand Prix d'Autriche.

La première partie de la saison est meilleure que l'année précédente malgré un double abandon lors du Grand Prix inaugural à cause d'écrous de roue mal serrés.
Kevin Magnussen marque l'essentiel des points de l'équipe en se classant notamment cinquième à Bahreïn et en Autriche ; il termine sixième en Espagne et en France, septième en Hongrie et dixième en Chine. Romain Grosjean inscrit ses premiers points de la saison, en Autriche, neuvième épreuve du calendrier, grâce à une quatrième place. Lors du Grand Prix d'Allemagne, il marque pour la seconde fois, en terminant sixième ; une semaine plus tard en Hongrie, il obtient le point de la dixième place.
La deuxième partie de saison se confirme avec plusieurs entrées dans les points pour les deux pilotes, notamment en Belgique, en Russie et au Japon. À la fin de la course du Grand Prix d'Italie, Renault, l'équipe rivale au championnat constructeur, proteste auprès de la FIA pour un fond plat non conforme sur la monoplace de Grosjean ; l'instance dirigeante ayant annoncé la disqualification du pilote français, l'équipe américaine fait appel, sans succès,.
Le 28 septembre 2018, Haas confirme ses pilotes Romain Grosjean et Kevin Magnussen pour la saison 2019. Lors du Grand Prix des États-Unis, Grosjean a abandonné après un accrochage et Magnussen est disqualifié, pour une consommation d'essence trop élevée.
Le 25 octobre 2018, Haas annonce un accord avec Rich Energy, une entreprise de boissons énergisantes, qui deviendra son sponsor-titre à partir de 2019 avec un contrat prévoyant un partenariat de plusieurs années.
Lors des deux dernières courses de la saison l'équipe obtient les huitième et neuvième places au Brésil ainsi qu'une neuvième et dixième place à Abou Dabi. L'écurie américaine termine cinquième, leur meilleur résultat depuis ses débuts en 2016, avec 93 points.

### 2019: quatrième saison

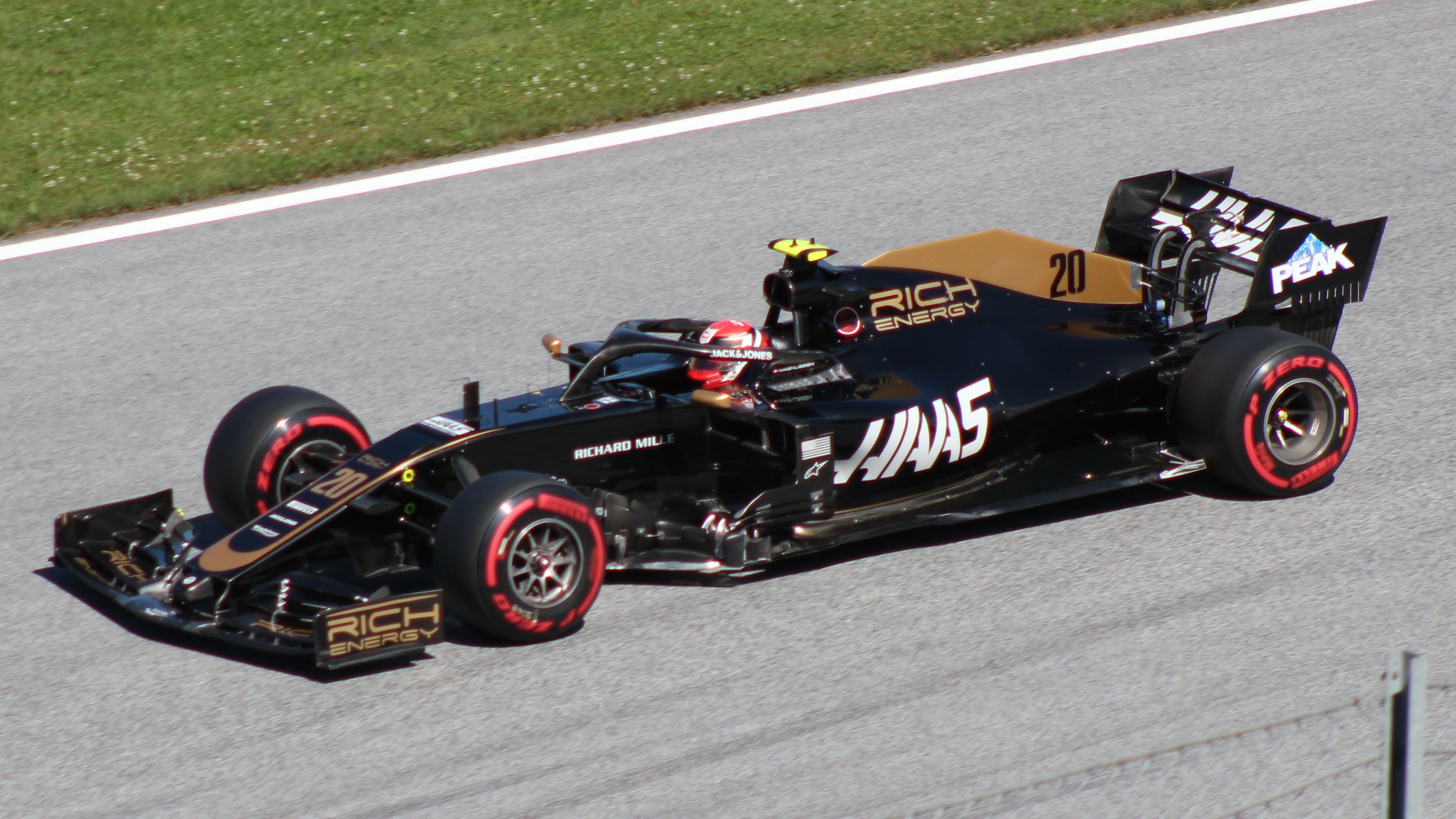
Kevin Magnussen, avec la Haas VF-19, au Grand Prix d'Autriche.

En juillet 2019, Rich Energy, traîné en justice par Whyte Bikes (en) pour plagiat, publie un court message sur les réseaux sociaux annonçant que la société cessait tout partenariat avec Haas F1 Team : « Aujourd’hui, nous avons résilié notre contrat avec Haas F1 Team pour mauvaise performance. Nous visions à battre Red Bull Racing et nous étions derrière Williams en Autriche, ce qui est inacceptable. La politique et la communication en F1 a défavorisé notre entreprise. Nous souhaitons bonne chance à l’équipe. »
Le partenariat est rompu à la suite du Grand Prix automobile d'Italie 2019 car le commanditaire britannique a connu des soucis judiciaires en cours de saison avec l'action en justice de Whyte Bikes (en) pour plagiat de logo. Elle a également souffert du comportement de son ex-PDG William Storey lors du Grand Prix automobile de Grande-Bretagne 2019, ce dernier ayant même annoncé une rupture de contrat à la suite de « mauvaises performances de l'écurie américaine » sans l'accord des actionnaires.

### 2020: cinquième saison

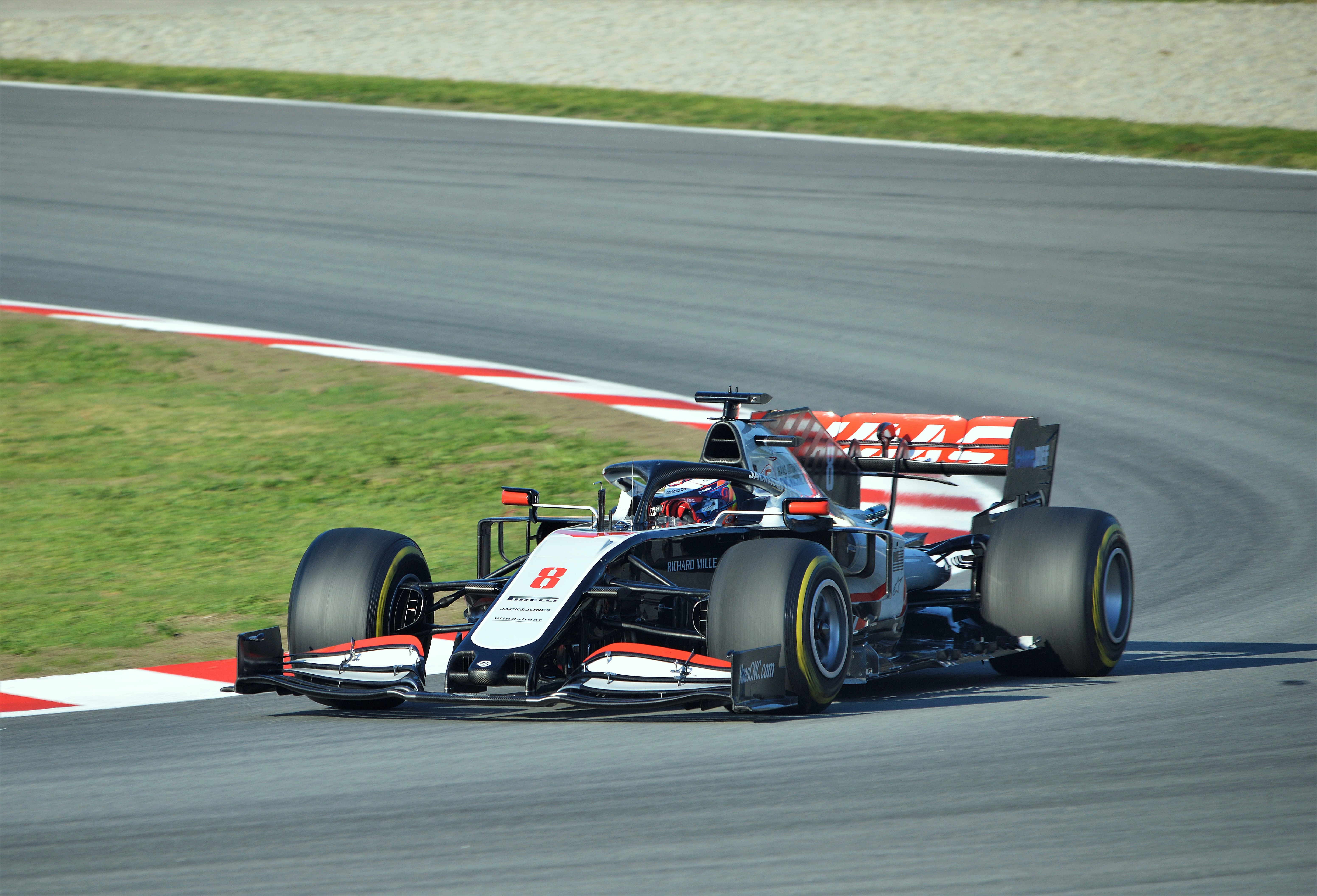
Romain Grosjean, avec la Haas VF-20 durant les tests de présaison.

Haas conserve son duo de pilotes Romain Grosjean et Kevin Magnussen pour 2020.
À l'issue de la onzième manche, Haas a marqué 3 points grâce à la dixième place de Magnussen en Hongrie et la neuvième de Grosjean au Grand Prix de l'Eifel avec une stratégie à un seul arrêt.
À Bahreïn, Grosjean percute Daniil Kvyat dans le premier tour et tape le rail de face à pleine vitesse dans un choc mesuré à 53 g ; sa monoplace, brisée en deux et dont la cellule de survie est complètement encastrée dans les barrières s'embrase immédiatement ; le Français, qui réussit à s'extraire seul du brasier, est ensuite héliporté vers un hôpital pour subir des examens ; il ne présente que des brûlures aux mains et aux pieds. Il fait remarquer que le halo lui a probablement sauvé la vie. Forfait pour le Grand Prix de Sakhir, et n'ayant pas reçu l'autorisation des médecins pour disputer, à Abou Dabi, le dernier Grand Prix de sa carrière, il est remplacé par le pilote de réserve Pietro Fittipaldi pour les deux dernières manches de la saison,.

### 2021: sixième saison

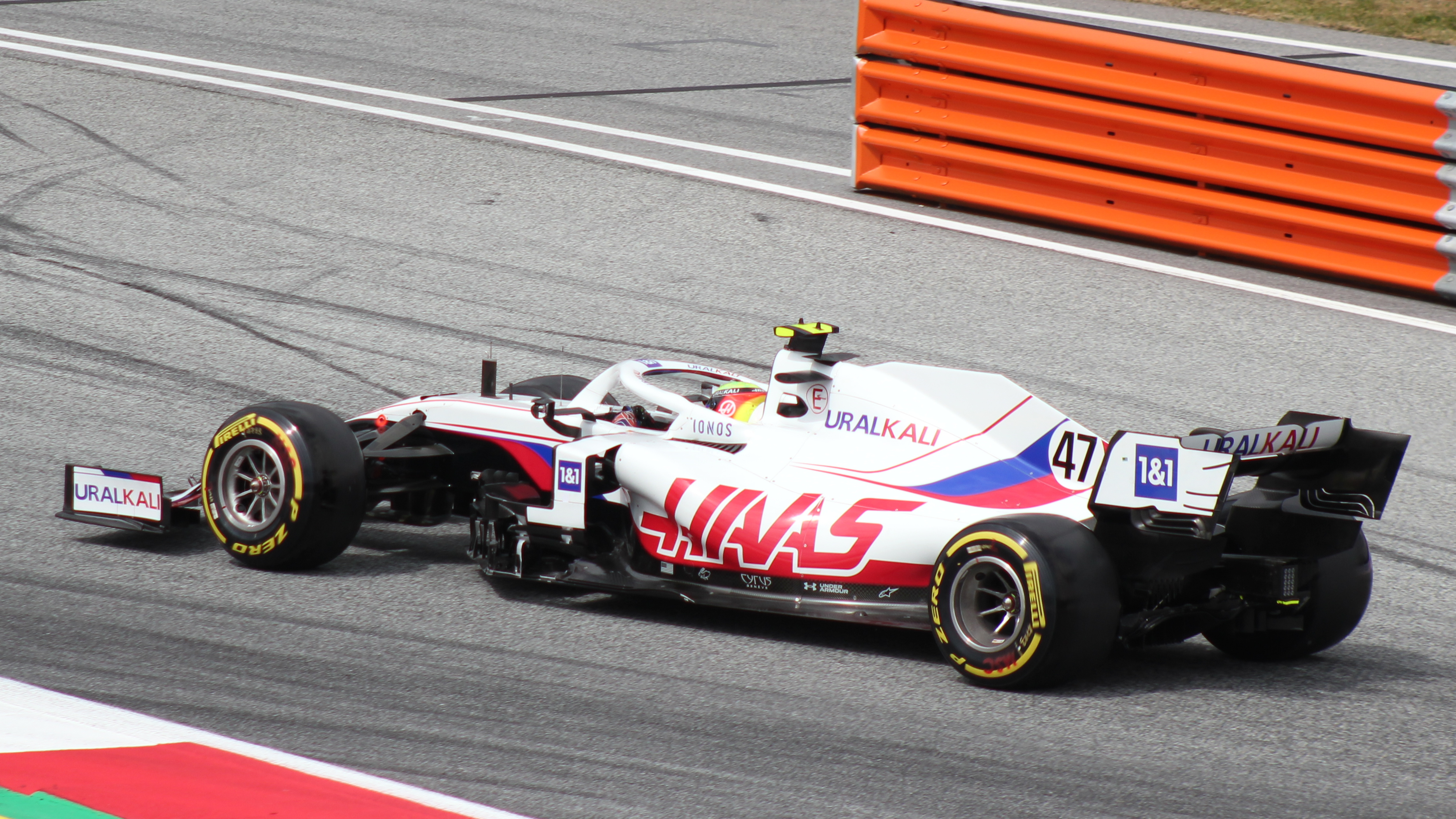
Mick Schumacher, lors du Grand Prix d'Autriche 2021, à bord de la Haas VF-21.

Magnussen et Grosjean sont remplacés par une équipe de débutants composée du Russe Nikita Mazepin et de l'Allemand Mick Schumacher, fils du septuple champion du monde Michael Schumacher,,. L'entreprise russe Uralkali —  dont le père de Nikita Mazepin est l'actionnaire majoritaire — devient sponsor-titre de l'équipe dont les monoplaces arborent tout au long de la saison des bandes de couleur évoquant le drapeau russe.
Dans une saison 2021 à l'aube de la nouvelle réglementation technique 2022, l'écurie américaine décide dès le début de la saison de ne consacrer aucun budget pour le développement de sa monoplace Haas VF-21.
Distancé par ses concurrents du début à la fin de la saison, Haas n'est jamais parvenu à accéder au top 10 des 22 manches et termine à la dixième et dernière place du championnat sans avoir inscrit de point.

### 2022: septième saison, conséquences de la guerre russo-ukrainienne et première pole position

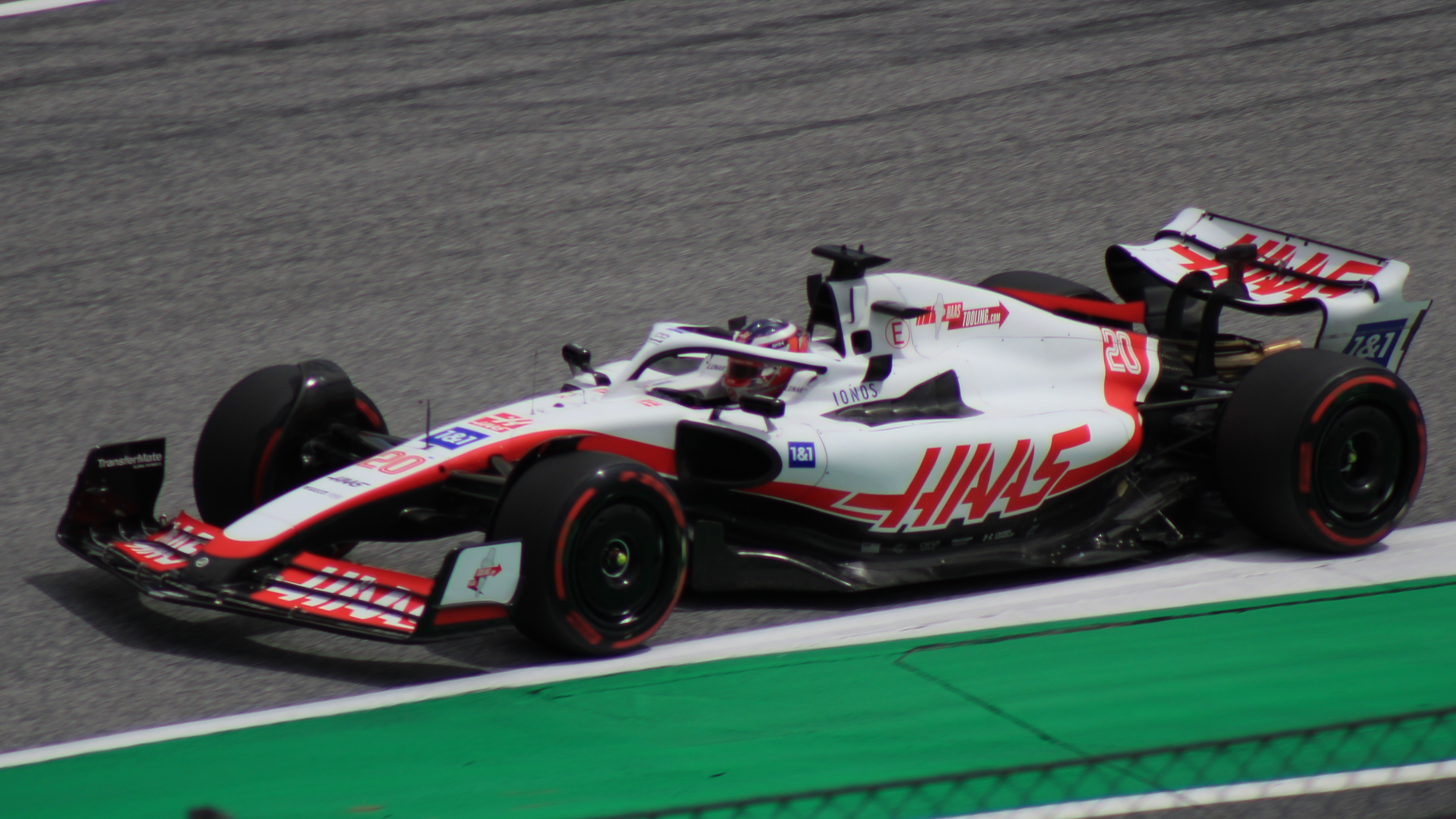
Kevin Magnussen, lors du Grand Prix d'Autriche 2022, à bord de la Haas VF-22.

L'invasion de l'Ukraine par la Russie, déclenchée le 24 février 2022, a d'importantes répercussions sur l'équipe qui choisit de retirer les logos Uralkali et les bandes évoquant le drapeau de la Russie de ses monoplaces durant la troisième journée des essais hivernaux de Barcelone. Le 5 mars, Haas rompt les contrats liant l'équipe avec son sponsor-titre Uralkali et son pilote russe Nikita Mazepin. Dans un communiqué, l'écurie déclare : « Haas F1 Team a choisi de mettre fin, avec effet immédiat, au partenariat titre d'Uralkali et au contrat du pilote Nikita Mazepin. Comme le reste de la communauté de la Formule 1, l'équipe est choquée et attristée par l’invasion de l'Ukraine et espère une fin rapide et en douceur à ce conflit,. »
Gene Haas confirme, le 7 mars 2022, que Pietro Fittipaldi, le pilote de réserve de l'écurie, effectuera les essais de pré-saison de Bahreïn, du 10 au 12 mars 2022. Cependant, il souhaite avoir un pilote plus expérimenté pour la saison : « Nous sommes en train d'étudier plusieurs candidats, nous verrons qui est disponible et avec quels facteurs nous devons composer mais nous aurons quelqu'un d'ici mercredi. Pietro [Fittipaldi] sera certainement dans la voiture, c'est pour ça qu'il est là, c'est lui le pilote d'essais. » Deux jours plus tard, Haas titularise son ancien pilote, de 2017 à 2020, Kevin Magnussen ; le Danois participe aux deux derniers jours d'essais de pré-saison de Bahreïn et réalise, dans des conditions météorologiques avantageuses, le meilleur temps de la journée le vendredi soir,.
Lors du premier Grand Prix de la saison, à Bahrein le 20 mars, le pilote danois atteint la Q3 et se qualifie septième sur la grille de départ ; il termine cinquième grâce aux abandons des deux Red Bull dans les derniers tours. Mick Schumacher termine onzième après un accrochage. Haas marque pour la première fois depuis le Grand Prix de l'Eifel 2020 et se hisse au troisième rang provisoire du championnat des constructeurs.
Au Grand Prix de São Paulo, Haas et Kevin Magnussen obtiennent leur première pole position.

### 2023

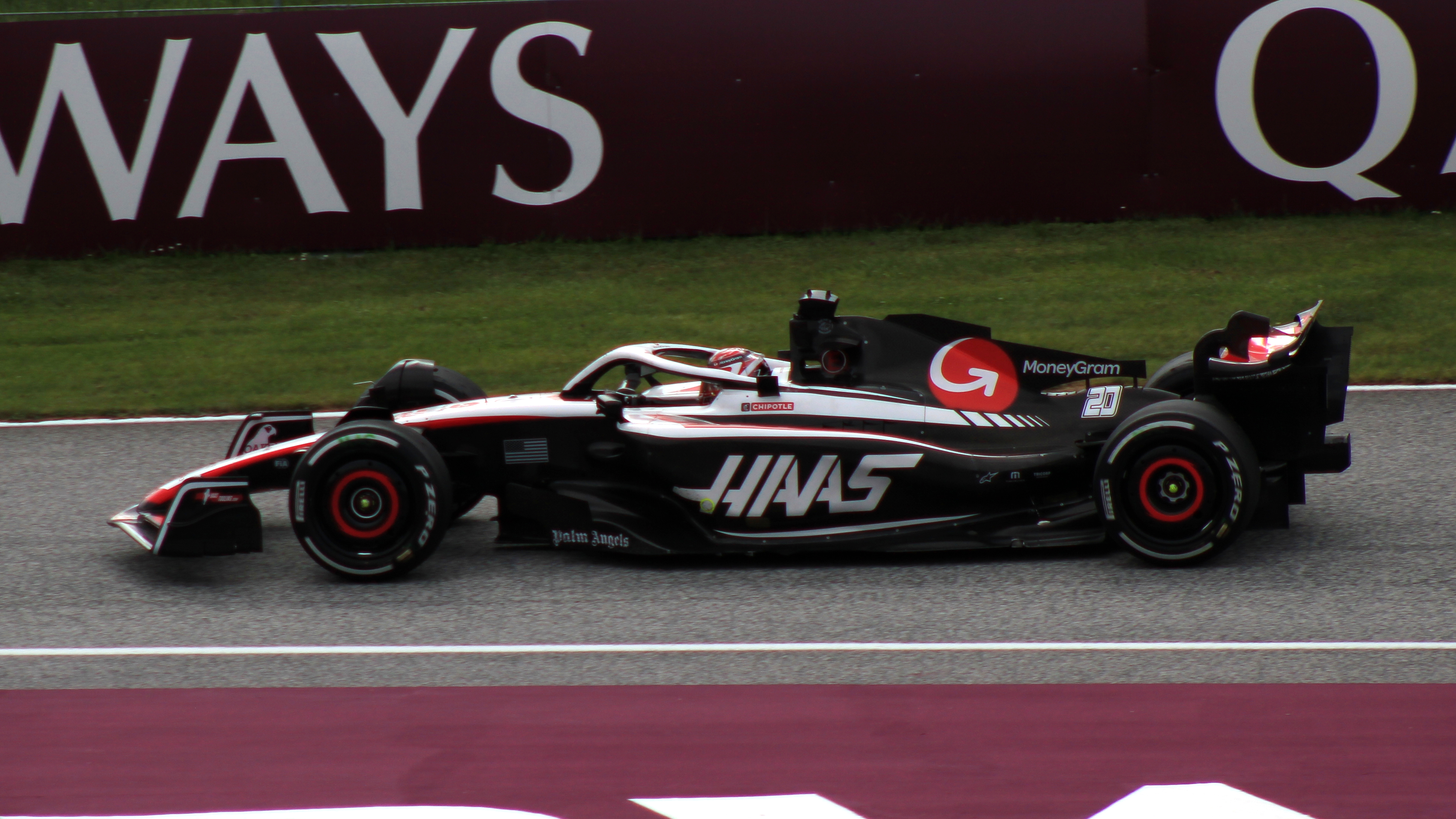
Kevin Magnussen sur la Haas VF-23.

Haas ne reconduit pas Mick Schumacher et engage le vétéran Nico Hülkenberg aux côtés de Kevin Magnussen.
L'écurie retrouve un nouveau sponsor-titre avec l'entreprise américaine de transfert de fonds MoneyGram qui signe un contrat pluriannuel, et s'engage sous le nom MoneyGram F1 Haas Team,. L'écurie se classe dixième et dernière du championnat du monde des constructeurs avec 12 points.

### 2024

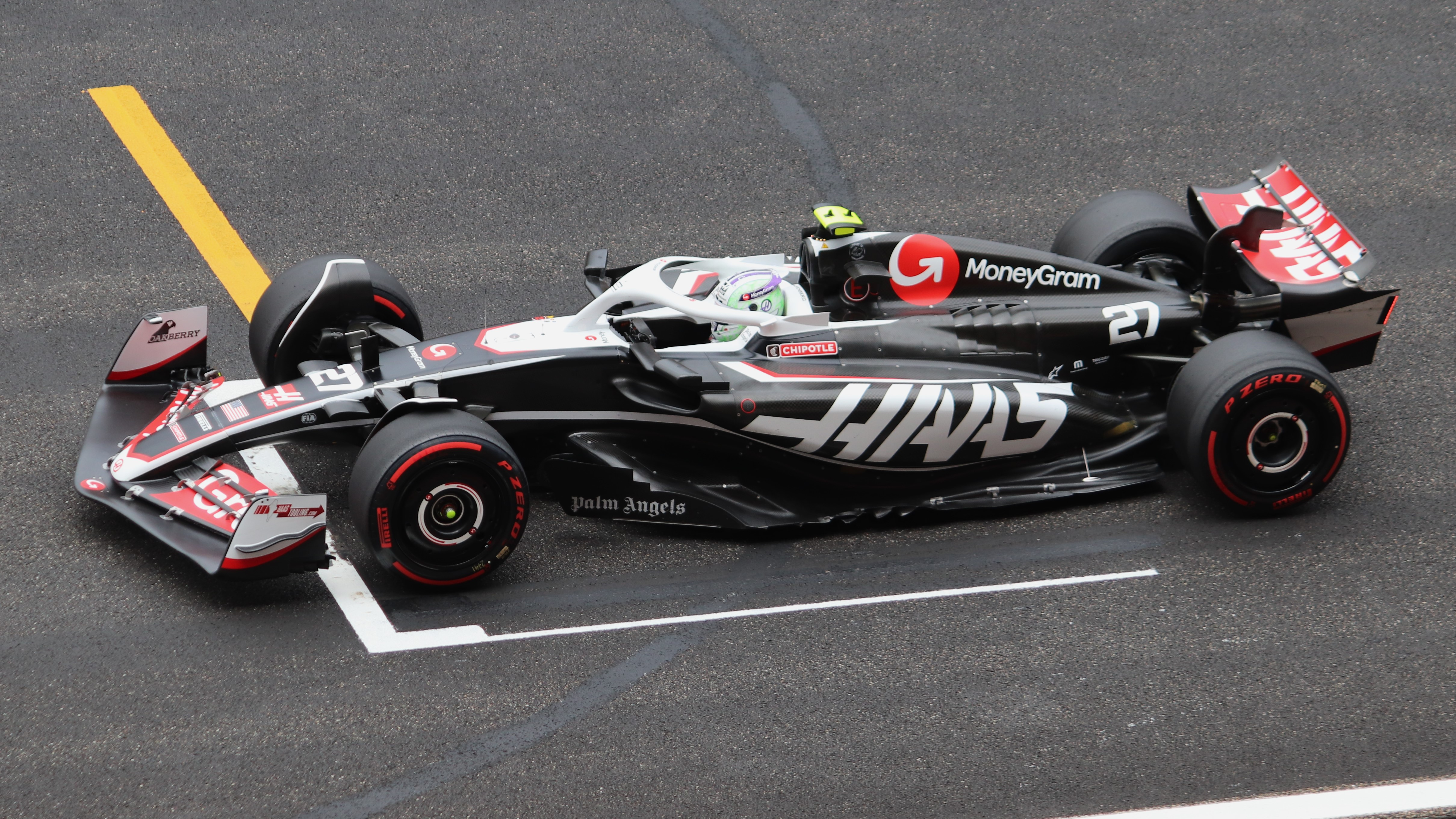
Nico Hülkenberg sur la Haas VF-24.

Haas aborde 2024 avec le duo de l'année précédente, Nico Hülkenberg et Kevin Magnussen ayant prolongé leur contrat en août 2023 jusqu'en fin d'année 2024. 
Le 10 janvier, Gene Haas opère une grande restructuration de l'écurie et décide de ne pas reconduire le contrat de Günther Steiner, Team principal depuis 2014 ; Ayao Komatsu, jusque-là responsable de l'ingénierie, le remplace à la tête de l'écurie. Simone Resta, qui occupait le rôle de directeur technique, quitte également l'écurie. Après 24 Grands Prix, l'écurie compte 58 points et termine a la septième place du classement général.

### 2025

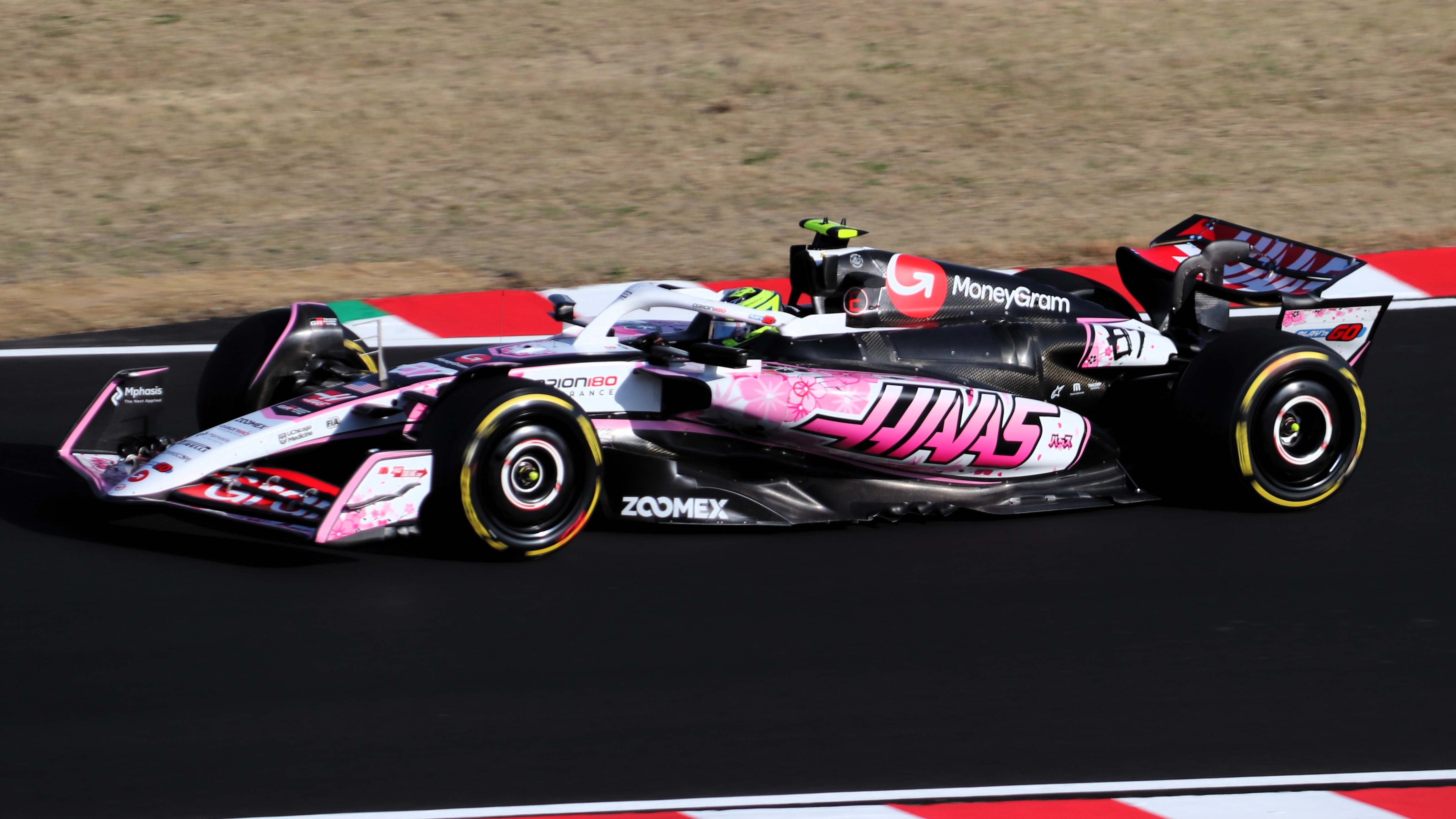
Oliver Bearman sur la Haas VF-25.

En 2025, Haas renouvelle son duo de pilotes en alignant Esteban Ocon et le débutant Oliver Bearman.

## Résultats en championnat du monde de Formule 1
| Saison | Écurie                                | Châssis | Moteur                   | Pneus   | Pilotes                                           | Grands Prix disputés | Points inscrits | Classement |
| ------ | ------------------------------------- | ------- | ------------------------ | ------- | ------------------------------------------------- | -------------------- | --------------- | ---------- |
| 2016   | Haas F1 Team                          | VF-16   | Ferrari V6 turbo hybride | Pirelli | Romain Grosjean Esteban Gutiérrez                 | 21                   | 29              | 8e         |
| 2017   | Haas F1 Team                          | VF-17   | Ferrari V6 turbo hybride | Pirelli | Romain Grosjean Kevin Magnussen                   | 20                   | 47              | 8e         |
| 2018   | Haas F1 Team                          | VF-18   | Ferrari V6 turbo hybride | Pirelli | Romain Grosjean Kevin Magnussen                   | 21                   | 93              | 5e         |
| 2019   | Rich Energy Haas F1 Team Haas F1 Team | VF-19   | Ferrari V6 turbo hybride | Pirelli | Romain Grosjean Kevin Magnussen                   | 21                   | 28              | 9e         |
| 2020   | Haas F1 Team                          | VF-20   | Ferrari V6 turbo hybride | Pirelli | Romain Grosjean Kevin Magnussen Pietro Fittipaldi | 17                   | 3               | 9e         |
| 2021   | Uralkali Haas F1 Team                 | VF-21   | Ferrari V6 turbo hybride | Pirelli | Mick Schumacher Nikita Mazepin                    | 22                   | 0               | 10e        |
| 2022   | Haas F1 Team                          | VF-22   | Ferrari V6 turbo hybride | Pirelli | Kevin Magnussen Mick Schumacher                   | 22                   | 37              | 8e         |
| 2023   | MoneyGram Haas F1 Team                | VF-23   | Ferrari V6 turbo hybride | Pirelli | Kevin Magnussen Nico Hülkenberg                   | 22                   | 12              | 10e        |
| 2024   | MoneyGram Haas F1 Team                | VF-24   | Ferrari V6 turbo hybride | Pirelli | Kevin Magnussen Nico Hülkenberg Oliver Bearman    | 24                   | 58              | 7e         |
| 2025   | MoneyGram Haas F1 Team                | VF-25   | Ferrari V6 turbo hybride | Pirelli | Esteban Ocon Oliver Bearman                       | 14                   | 35              | 9e         |

| Saison | Écurie                   | Châssis    | Moteur                                    | Pneumatiques | Pilotes           | Courses | Courses | Courses | Courses | Courses | Courses | Courses | Courses | Courses | Courses | Courses | Courses | Courses | Courses | Courses | Courses | Courses | Courses | Courses | Courses | Courses | Courses | Courses | Courses | Points inscrits | Classement |
| Saison | Écurie                   | Châssis    | Moteur                                    | Pneumatiques | Pilotes           | 1       | 2       | 3       | 4       | 5       | 6       | 7       | 8       | 9       | 10      | 11      | 12      | 13      | 14      | 15      | 16      | 17      | 18      | 19      | 20      | 21      | 22      | 23      | 24      | Points inscrits | Classement |
| ------ | ------------------------ | ---------- | ----------------------------------------- | ------------ | ----------------- | ------- | ------- | ------- | ------- | ------- | ------- | ------- | ------- | ------- | ------- | ------- | ------- | ------- | ------- | ------- | ------- | ------- | ------- | ------- | ------- | ------- | ------- | ------- | ------- | --------------- | ---------- |
| 2016   | Haas F1 Team             | Haas VF-16 | Ferrari V6 turbo hybride Type 061         | P            |                   | AUS     | BAH     | CHI     | RUS     | ESP     | MON     | CAN     | EUR     | AUT     | GBR     | HON     | ALL     | BEL     | ITA     | SIN     | MAL     | JAP     | USA     | MEX     | BRÉ     | ABU     |         |         |         | 29              | 8e         |
| 2016   | Haas F1 Team             | Haas VF-16 | Ferrari V6 turbo hybride Type 061         | P            | Romain Grosjean   | 6e      | 5e      | 19e     | 8e      | Abd     | 13e     | 14e     | 13e     | 7e      | Abd     | 14e     | 13e     | 13e     | 11e     | Np      | Abd     | 11e     | 10e     | 20e     | Np      | 11e     |         |         |         | 29              | 8e         |
| 2016   | Haas F1 Team             | Haas VF-16 | Ferrari V6 turbo hybride Type 061         | P            | Esteban Gutiérrez | Abd     | Abd     | 14e     | 17e     | 11e     | 12e     | 13e     | 16e     | 11e     | 16e     | 13e     | 11e     | 12e     | 13e     | 11e     | Abd     | 20e     | Abd     | 19e     | Abd     | 12e     |         |         |         | 29              | 8e         |
| 2017   | Haas F1 Team             | Haas VF-17 | Ferrari V6 turbo hybride Type 062         | P            |                   | AUS     | CHI     | BAH     | RUS     | ESP     | MON     | CAN     | AZE     | AUT     | GBR     | HON     | BEL     | ITA     | SIN     | MAL     | JAP     | USA     | MEX     | BRÉ     | ABU     |         |         |         |         | 47              | 8e         |
| 2017   | Haas F1 Team             | Haas VF-17 | Ferrari V6 turbo hybride Type 062         | P            | Romain Grosjean   | Abd     | 11e     | 8e      | Abd     | 10e     | 8e      | 10e     | 13e     | 6e      | 13e     | Abd     | 7e      | 15e     | 9e      | 13e     | 9e      | 14e     | 15e     | 15e     | 11e     |         |         |         |         | 47              | 8e         |
| 2017   | Haas F1 Team             | Haas VF-17 | Ferrari V6 turbo hybride Type 062         | P            | Kevin Magnussen   | Abd     | 8e      | Abd     | 13e     | 14e     | 10e     | 12e     | 7e      | Abd     | 12e     | 13e     | 16e     | 11e     | Abd     | 12e     | 8e      | 16e     | 8e      | Abd     | 13e     |         |         |         |         | 47              | 8e         |
| 2018   | Haas F1 Team             | Haas VF-18 | Ferrari V6 turbo hybride Type 062 EVO     | P            |                   | AUS     | BAH     | CHI     | AZE     | ESP     | MON     | CAN     | FRA     | AUT     | GBR     | ALL     | HON     | BEL     | ITA     | SIN     | RUS     | JAP     | USA     | MEX     | BRE     | ABU     |         |         |         | 93              | 5e         |
| 2018   | Haas F1 Team             | Haas VF-18 | Ferrari V6 turbo hybride Type 062 EVO     | P            | Romain Grosjean   | Abd.    | 13e     | 17e     | Abd.    | Abd.    | 15e     | 12e     | 11e     | 4e      | Abd.    | 6e      | 10e     | 7e      | Dsq.    | 15e     | 11e     | 8e      | Abd.    | 16e     | 8e      | 9e      |         |         |         | 93              | 5e         |
| 2018   | Haas F1 Team             | Haas VF-18 | Ferrari V6 turbo hybride Type 062 EVO     | P            | Kevin Magnussen   | Abd.    | 5e      | 10e     | 13e     | 6e      | 13e     | 13e     | 6e      | 5e      | 9e      | 11e     | 7e      | 8e      | 16e     | 18e     | 8e      | Abd.    | Dsq.    | 15e     | 9e      | 10e     |         |         |         | 93              | 5e         |
| 2019   | Rich Energy Haas F1 Team | Haas VF-19 | Ferrari V6 turbo hybride Type 064 EVO     | P            |                   | AUS     | BAH     | CHI     | AZE     | ESP     | MON     | CAN     | FRA     | AUT     | GBR     | ALL     | HON     | BEL     | ITA     | SIN     | RUS     | JAP     | MEX     | USA     | BRE     | ABU     |         |         |         | 28              | 9e         |
| 2019   | Rich Energy Haas F1 Team | Haas VF-19 | Ferrari V6 turbo hybride Type 064 EVO     | P            | Romain Grosjean   | Abd     | Abd     | 11e     | Abd     | 10e     | 10e     | 14e     | Abd     | 16e     | Abd     | 7e      | Abd     | 13e     | 16e     | 11e     | Abd     | 13e     | 17e     | 15e     | 13e     | 15e     |         |         |         | 28              | 9e         |
| 2019   | Rich Energy Haas F1 Team | Haas VF-19 | Ferrari V6 turbo hybride Type 064 EVO     | P            | Kevin Magnussen   | 6e      | 13e     | 13e     | 13e     | 7e      | 14e     | 17e     | 17e     | 19e     | Abd     | 8e      | 13e     | 12e     | Abd     | 17e     | 9e      | 15e     | 15e     | 18e*    | 11e     | 14e     |         |         |         | 28              | 9e         |
| 2020   | Haas F1 Team             | Haas VF-20 | Ferrari V6 turbo hybride Type 065 EVO     | P            |                   | AUT     | STY     | HON     | GBR     | 70e     | ESP     | BEL     | ITA     | TOS     | RUS     | EIF     | POR     | EMI     | TUR     | BAH     | SAK     | ABU     |         |         |         |         |         |         |         | 3               | 9e         |
| 2020   | Haas F1 Team             | Haas VF-20 | Ferrari V6 turbo hybride Type 065 EVO     | P            | Romain Grosjean   | Abd     | 13e     | 16e     | 16e     | 16e     | 19e     | 15e     | 12e     | 12e     | 17e     | 9e      | 17e     | 14e     | Abd     | Abd     | Forf    | Forf    |         |         |         |         |         |         |         | 3               | 9e         |
| 2020   | Haas F1 Team             | Haas VF-20 | Ferrari V6 turbo hybride Type 065 EVO     | P            | Kevin Magnussen   | Abd     | 12e     | 10e     | Abd     | Abd     | 15e     | 17e     | Abd     | Abd     | 12e     | 13e     | 16e     | Abd     | 17e     | 17e     | 15e     | 18e     |         |         |         |         |         |         |         | 3               | 9e         |
| 2020   | Haas F1 Team             | Haas VF-20 | Ferrari V6 turbo hybride Type 065 EVO     | P            | Pietro Fittipaldi |         |         |         |         |         |         |         |         |         |         |         |         |         |         |         | 17e     | 19e     |         |         |         |         |         |         |         | 3               | 9e         |
| 2021   | Uralkali Haas F1 Team    | Haas VF-21 | Ferrari V6 turbo hybride Tipo 066         | P            |                   | BAH     | EMI     | POR     | ESP     | MON     | AZE     | FRA     | STY     | AUT     | GBR     | HON     | BEL     | P-B     | ITA     | RUS     | TUR     | USA     | MEX     | BRE     | QAT     | SAU     | ABU     |         |         | 0               | 10e        |
| 2021   | Uralkali Haas F1 Team    | Haas VF-21 | Ferrari V6 turbo hybride Tipo 066         | P            | Nikita Mazepin    | Abd     | 17e     | 19e     | 19e     | 17e     | 14e     | 20e     | 18e     | 19e     | 17e     | Abd     | 17e     | Abd     | Abd     | 18e     | 20e     | 17e     | 18e     | 17e     | 18e     | Abd     | Forf    |         |         | 0               | 10e        |
| 2021   | Uralkali Haas F1 Team    | Haas VF-21 | Ferrari V6 turbo hybride Tipo 066         | P            | Mick Schumacher   | 16e     | 16e     | 17e     | 18e     | 18e     | 13e     | 19e     | 16e     | 18e     | 18e     | 12e     | 16e     | 18e     | 15e     | Abd     | 19e     | 16e     | Abd     | 18e     | 16e     | Abd     | 14e     |         |         | 0               | 10e        |
| 2022   | Haas F1 Team             | Haas VF-22 | Ferrari V6 turbo hybride Tipo 066/7       | P            |                   | BAH     | SAU     | AUS     | EMI     | MIA     | ESP     | MON     | AZE     | CAN     | GBR     | AUT     | FRA     | HON     | BEL     | P-B     | ITA     | SIN     | JAP     | USA     | MEX     | BRE     | ABU     |         |         | 37              | 8e         |
| 2022   | Haas F1 Team             | Haas VF-22 | Ferrari V6 turbo hybride Tipo 066/7       | P            | Kevin Magnussen   | 5e      | 9e      | 14e     | 9e      | 16e     | 17e     | Abd     | Abd     | 17e     | 10e     | 8e      | Abd     | 16e     | 16e     | 15e     | 16e     | 12e     | 14e     | 9e      | 17e     | Abd     | 17e     |         |         | 37              | 8e         |
| 2022   | Haas F1 Team             | Haas VF-22 | Ferrari V6 turbo hybride Tipo 066/7       | P            | Mick Schumacher   | 11e     | Forf    | 13e     | 17e     | 15e     | 14e     | Abd     | 14e     | Abd     | 8e      | 6e      | 15e     | 14e     | 17e     | 13e     | 12e     | 13e     | 17e     | 15e     | 16e     | 13e     | 16e     |         |         | 37              | 8e         |
| 2023   | MoneyGram Haas F1 Team   | Haas VF-23 | Ferrari V6 turbo hybride Tipo 066/10      | P            |                   | BAH     | SAU     | AUS     | AZE     | MIA     | MON     | ESP     | CAN     | AUT     | GBR     | HON     | BEL     | P-B     | ITA     | SIN     | JPN     | QAT     | USA     | MEX     | BRE     | LVG     | ABU     |         |         | 12              | 10e        |
| 2023   | MoneyGram Haas F1 Team   | Haas VF-23 | Ferrari V6 turbo hybride Tipo 066/10      | P            | Kevin Magnussen   | 13e     | 10e     | Abd     | 13e     | 10e     | Abd     | 18e     | 17e     | 18e     | Abd     | 17e     | 15e     | 16e     | 18e     | 10e     | 15e     | 14e     | 14e     | Abd     | Abd     | 13e     | 20e     |         |         | 12              | 10e        |
| 2023   | MoneyGram Haas F1 Team   | Haas VF-23 | Ferrari V6 turbo hybride Tipo 066/10      | P            | Nico Hülkenberg   | 15e     | 12e     | 7e      | 17e     | 15e     | 17e     | 15e     | 15e     | Abd     | 13e     | 14e     | 18e     | 12e     | 17e     | 13e     | 14e     | 16e     | 11e     | 13e     | 12e     | 19e*    | 15e     |         |         | 12              | 10e        |
| 2024   | MoneyGram Haas F1 Team   | Haas VF-24 | Ferrari V6 turbo hybride Tipo 066/12      | P            |                   | BAH     | SAU     | AUS     | JAP     | CHN     | MIA     | EMI     | MON     | CAN     | ESP     | AUT     | GBR     | HON     | BEL     | P-B     | ITA     | AZE     | SIN     | USA     | MEX     | SAO     | LVE     | QAT     | ABU     | 58              | 7e         |
| 2024   | MoneyGram Haas F1 Team   | Haas VF-24 | Ferrari V6 turbo hybride Tipo 066/12      | P            | Kevin Magnussen   | 12e     | 12e     | 10e     | 13e     | 16e     | 19e     | 12e     | Abd     | 12e     | 17e     | 8e      | 12e     | 15e     | 14e     | 18e     | 10e     | Susp    | Abd     | 11e     | 7e      | Forf    | 12e     | 9e      | 16e     | 58              | 7e         |
| 2024   | MoneyGram Haas F1 Team   | Haas VF-24 | Ferrari V6 turbo hybride Tipo 066/12      | P            | Nico Hülkenberg   | 16e     | 10e     | 9e      | 11e     | 10e     | 11e     | 11e     | Abd     | 11e     | 11e     | 6e      | 6e      | 13e     | 18e     | 11e     | 17e     | 11e     | 9e      | 8e      | 9e      | Dsq     | 8e      | Abd     | 8e      | 58              | 7e         |
| 2024   | MoneyGram Haas F1 Team   | Haas VF-24 | Ferrari V6 turbo hybride Tipo 066/12      | P            | Oliver Bearman    |         |         |         |         |         |         |         |         |         |         |         |         |         |         |         |         | 10e     |         |         |         | 12e     |         |         |         | 58              | 7e         |
| 2025   | MoneyGram Haas F1 Team   | Haas VF-25 | Ferrari V6 turbo hybride Tipo 066/10 1.6L | P            |                   | AUS     | CHN     | JAP     | BAH     | ARA     | MIA     | EMI     | MON     | ESP     | CAN     | AUT     | GBR     | BEL     | HON     | P-B     | ITA     | AZE     | SIN     | USA     | MEX     | BRE     | LVE     | QAT     | ABU     | 35              | 9e         |
| 2025   | MoneyGram Haas F1 Team   | Haas VF-25 | Ferrari V6 turbo hybride Tipo 066/10 1.6L | P            | Esteban Ocon      | 13e     | 5e      | 18e     | 8e      | 14e     | 12e     | Abd     | 7e      | 16e     | 9e      | 10e     | 13e     | 15e+5e  | 16e     |         |         |         |         |         |         |         |         |         |         | 35              | 9e         |
| 2025   | MoneyGram Haas F1 Team   | Haas VF-25 | Ferrari V6 turbo hybride Tipo 066/10 1.6L | P            | Oliver Bearman    | 14e     | 8e      | 10e     | 10e     | 13e     | Abd     | 17e     | 12e     | 17e     | 11e     | 11e     | 11e     | 11e+7e  | Abd     |         |         |         |         |         |         |         |         |         |         | 35              | 9e         |

## Statistiques en championnat du monde de Formule 1
À l'issue du Grand Prix automobile de Hongrie 2025
- 204 Grands Prix
- 10 saisons
- 1 pole positions
- 3 meilleurs tours en course
- 342 points inscrits

## Palmarès des pilotes de Haas F1 Team
| Pilotes           | Présence dans l'équipe | Grands Prix disputés | Points inscrits | Meilleur classement en qualification | Meilleur classement en course | Meilleur classement en championnat |
| ----------------- | ---------------------- | -------------------- | --------------- | ------------------------------------ | ----------------------------- | ---------------------------------- |
| Kevin Magnussen   | 2017-2020 ; 2022-2024  | 145                  | 140             | 1er                                  | 5e                            | 9e                                 |
| Romain Grosjean   | 2016-2020              | 96                   | 102             | 5e                                   | 4e                            | 13e                                |
| Nico Hülkenberg   | 2023-2024              | 46                   | 50              | 2e                                   | 6e                            | 11e                                |
| Mick Schumacher   | 2021-2022              | 44                   | 12              | 6e                                   | 6e                            | 16e                                |
| Esteban Gutiérrez | 2016                   | 21                   | 0               | 10e                                  | 11e                           | 21e                                |
| Nikita Mazepin    | 2021                   | 21                   | 0               | 18e                                  | 14e                           | 21e                                |
| Oliver Bearman    | 2024/2025-             | 16                   | 9               | 10e                                  | 8e                            | 18e                                |
| Esteban Ocon      | 2025-                  | 14                   | 27              | 8e                                   | 5e                            | e                                  |
| Pietro Fittipaldi | 2020                   | 2                    | 0               | 19e                                  | 17e                           | 23e                                |

## Logos

2016-2018, 2020, 2022
2019
2021
depuis 2023